# رودولف نوفاك
رودولف نوفاك (بالإنجليزية: Rudolph Novak)‏ هو لاعب جمباز فني أمريكي، ولد في 29 يناير 1887، وتوفي في 16 أكتوبر 1968.

## وصلات خارجية
- رودولف نوفاك على موقع اللجنة الأولمبية الدولية (الإنجليزية)
- رودولف نوفاك على موقع أوليمبيديا (الإنجليزية)